# Michał Jan Hube

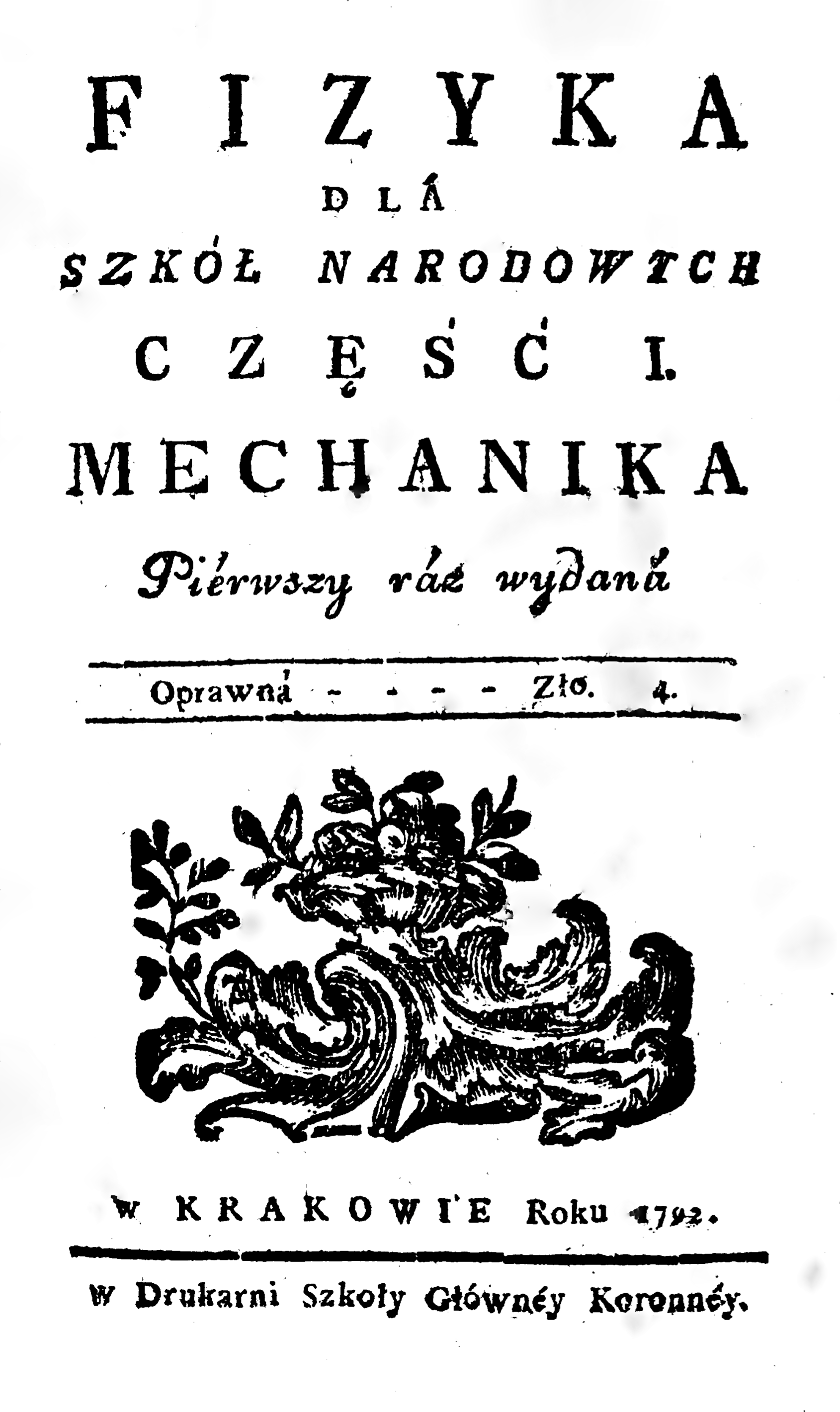
Fizyka dla szkół narodowych Michała Hube wydana w 1792 roku z inicjatywy Towarzystwa do Ksiąg Elementarnych.

Michał Jan Hube (ur. 1 października 1737 w Toruniu, zm. 16 lipca 1807 w Potyczy) – polski nauczyciel, pedagog, fizyk i matematyk. Zajmował się meteorologią. Był dyrektorem Szkoły Rycerskiej.

## Życiorys
Urodził się w Toruniu jako syn Jana Jerzego, kaznodziei kalwińskiego i rektora Szkoły Nowomiejskiej, oraz Barbary Zofii Sömmering. W okresie od 9 kwietnia 1750 do 21 lipca 1755 był uczniem toruńskiego gimnazjum, a następnie studiował nauki matematyczne w Lipsku i Getyndze. Podczas pobytu w Getyndze przez kilka lat pełnił funkcję nauczyciela domowego u ministra hanowerskiego i kuratora tamtejszego uniwersytetu, A. Münchhausena. Około roku 1760 prowadził obserwacje naukowe w górach Harzu i we Friedbergu. Po powrocie do Polski początkowo zajmował się swym gospodarstwem w Górsku (wieś podległa ówczesnemu Toruniowi), jednocześnie podejmując współpracę z tamtejszą gazetą Thornische Nachrichten.
Od roku 1781 był dyrektorem Szkoły Rycerskiej.
Pochowany na cmentarzu ewangelicko-augsburskim przy ulicy Młynarskiej (aleja 4, grób 2).

## Twórczość

### Ważniejsze dzieła
1. De sectionibus conicis, Lipsk 1755; wersja niemiecka: Versuch einer analytischen Abhandlung von den Kegelschnitten mit einer Vorrede von A. G. Kästner, Getynga 1759 (datowane według K. Mrozowskiej; według Estreichera: 1752; według Encyklopedii Powszechnej Orgelbranda: 1755)
2. De figura telluris, powst. 1761, wyd. rozszerzone: De telluris forma liber singularis, Warszawa 1780
3. Réflexions sur l'architecture, Królewiec 1765 (według Estreichera: Królewiec-Lipsk; według Encyklopedii Powszechnej Orgelbranda: Caen 1765; według Mrozowskiej: Lipsk)
4. Abhandlung über die Aufgabe aus der Haushaltungskunst "auf was für eine Art kann ein festerer and stärkerer Damm, als sonsten gebräuchlich gewesen ausgeführet werden u.s.w." die vor der Naturforschenden Gesellschaft in Danzig 1766 den 19 März mit dem Fürstl. Jablonowskischen Preise ist gekrönet worden, wyd. w zbiorze: Sammlung der Aufgaben aus der polnischen Geschichte... von der Naturforschenden Gesellschaft in Danzig 1766 gekrönten Preisschriften, cz. 3, Gdańsk 1767, (w jęz. niemieckim i łacińskim)
5. Von den Cometen, Toruń 1769
6. Podręcznik rolnictwa (w jęz. niemieckim), powst. około roku 1777; rękopisy podręcznika złożone w Towarzystwie do Ksiąg Elementarnych zaginęły; książka nie ukazała się w druku; rozszerzona redakcja pracy o rolnictwie, zobacz: poz. 8; przekł. polski: J. K. Kluk, powst. 1778-1779, (prospekt podręcznika ogrodnictwa i rolnictwa z dołączonym rozdziałem próbnym w jęz. polskim, opatrzony hasłem Amor patriae, przesłany Komisji Edukacji Narodowej przed 5 grudnia 1775; rękopis: Biblioteka Uniwersytetu Warszawskiego nr 5, 6, 5)
7. Podręcznik fizyki (w jęz. łacińskim), powst. 1777-1779; przekł. polski: J. Koc: Wstęp do fizyki dla szkół narodowych, czytany przez Towarzystwo do Ksiąg Elementarnych w latach 1781-1782, wyd. (Kraków) 1783 (2 stycznia 1784); wyd. następne: Wilno 1785; Kraków 1788; fragmenty przedr. J. Lubieniecka w: Reforma programu Komisji Edukacji Narodowej. Wybór tekstów, Warszawa 1962, (prospekt podręcznika fizyki z dołączonym rozdziałem próbnym w jęz. polskim, opatrzony hasłem Curarum dulce lenimen, przesłany Komisji Edukacji Narodowej przed 5 grudnia 1775; rękopis: Biblioteka Uniwersytetu Warszawskiego nr 5, 6, 5)
8. Der Landwirth oder Entwickelung der allgemeinen Grundsätze des Ackerbaues durch Naturlehre und vieljährige Beobachtung, t. 1, cz. 1-4, Warszawa 1779-1780; t. 2, cz. 1-4, Warszawa 1781-1782; (jest to rozszerzona redakcja pracy o rolnictwie, porównaj: poz. 6)
9. Ciąg dalszy podręcznika fizyki: 1) Mechanika; 2) Fizyka partykularna; (w jęz. niemieckim); przekł. polski: tłum. A. Kukiel, F. Zabłocki, J. Koc, F. Szopowicz: Fizyka dla szkół narodowych. Cz. 1. Mechanika, czytana przez Towarzystwo do Ksiąg Elementarnych w latach 1784-1791, wyd. Kraków 1792; cz. 2. Fizyka partykularna, czytana w latach 1790-1792, przekł. niedokończony
10. Über die Ausdünstung und ihre Wirkungen in der Atmosphäre in 2 Büchern, Lipsk 1790
11. Vollständiger und fasslicher Unterricht in der Naturlehre; in einer Reihe von Briefen an einen jungen Herrn vom Stande, t. 1-3, powst. 1790-1791, wyd. Lipsk 1793-1794; wyd. następne: t. 1-4, Lipsk 1801; przekł. polski cz. 1: Listy fizyczne, czyli nauka przyrodzenia, do pospolitego pojęcia przystosowana. Cz. 1., Warszawa 1791 (według K. Mrozowskiej: 1790)
12. Historia zamieszek krajowych, niewydana, rękopis zaginiony, (informacja K. Mrozowskiej)
13. Traktat filozoficzny o piękności i doskonałości, niewydany, rękopis zaginiony, (informacja K. Mrozowskiej).

Ponadto artykuły swe zamieszczał w czasopismach: Acta Eruditorum, Hamburger Magazin, Hannoversche Anzeigen, Anhang von Gelehrten Sachen (dodatek do Thornische Wöchentliche Nachrichten und Anzeigen; tu: Über einige Versuche auf dem Lande, 1761, s. 205-208; Über den Brand im Getreide, 1761, s. 268-272; Ein Schreiben über die Tournefortische Pflanzen-Methode, 1761, s. 316-319, 323-326; Nachricht vom Harze, 1761, s. 348-351, 381-384; 1762, s. 63-64, 70-72; Aufgabe, 1762, s. 13-15; Kurzgefasste Nachricht von den Eigenschaften der Luft, 1762, s. 165-168; Geschichte des Dunstkreises unserer Erde, 1763, s. 45-47, 86-88, 90-95; Von den Honigzellen der Bienen, 1763, s. 190-192, 204-208, 213-215; Nachricht von den weissen Mohren, 1765, s. 102-104; Von der Verwandlung des Getreides, 1765, s. 125-128).
W Archiwum Głównym Akt Dawnych (Archiwum Towarzystwa Warszawskiego Przyjaciół Nauk, nr 25) zachowała się recenzja Hubego z dzieła P. Chomparé: Dykcjonarzyk mitologiczny historię bajeczną bogów zawierający, tłum. D. G. Szybiński.

### Przekłady
- Voltaire: Historia państwa rosyjskiego za panowania Piotra W., Frankfurt n. Menem 1761; przekł. niemiecki; (informacja: Encyklopedia Powszechna Orgelbranda).

### Prace edytorskie
- Wielki ekonomiczny dykcjonarz; w jęz. niemieckim; rozpoczął także pracę nad tym wydaniem wespół z uczonymi niemieckimi; (informuje K. Mrozowska).

### Listy
- Do Towarzystwa do Ksiąg Elementarnych z roku około 1777, do Rady Najwyższej z 14 maja 1794, do Stanisława Augusta z roku 1795; z rękopisów wykorzystała i drobne fragmenty ogł. K. Mrozowska: "Zarys działalności pedagogicznej Michała Hubego (1737-1807)", Studia i Materiały z Dziejów Nauki Polskiej, t. 2 (1954) i odb. (Kraków 1953); rękopisy: Biblioteka Jagiellońska, sygn. 5335, 2846 (tu autobiografia); Archiwum Główne Akt Dawnych (Archiwum Królestwa Polskiego, nr 200, 241).